# Reginald Arnold
Reginald Arnold, nascido em 9 de outubro de 1924 em Murwillumbah e falecido em 23 de julho de 2017 a Nerang, Queensland, é um ciclista australiano especialista das corridas de seis dias, onde obteve dezasseis títulos.

## Palmarés em pista

### Seis dias
- 1949 : Nova Iorque (com Alfred Strom)
- 1950 : Berlim (com Alfred Strom, duas edições)
- 1951 : Antuérpia (com Alfred Strom)
- 1952 : Antuérpia, Londres (com Alfred Strom)
- 1955 : Paris (com Sid Patterson, Russell Mockridge)
- 1956 : Antuérpia (com Stan Ockers, Jean Roth), Gante (com Ferdinando Terruzzi)
- 1957 : Dortmund (com Ferdinando Terruzzi), Antuérpia (com Willy Lauwers, Ferdinando Terruzzi)
- 1958 : Antuérpia (com Rik Van Steenbergen, Émile Severeyns), Gante (com Rik Van Looy)
- 1959 : Zurique (com Walter Bucher)
- 1961 : Essen, Milão (com Ferdinando Terruzzi)

### Campeonato da Europa
- 1949
  -  Medalha de bronze da americana (com Alfred Strom)
- 1957
  -  Campeão Europeu da americana (com Ferdinando Terruzzi)
- 1962
  -  Medalhae bronze da americana (com Émile Severeyns)

## Palmarés em estrada
- 1953
  - Goulburn to Sydney Classic
  - Tour of the West
  - 2.º da Volta of the West
  - 3.º do Herald Sun Tour
- 1954
  - Volta à Tasmânia :
    - Classificação geral
    - 2.º e 5.ª etapas

  - 3.ªb etapa da Volta da Austrália-Meridional
  - 3.ª etapa de Sydney Melbourne
  - Tour of Echuca Victoria
  - 2.º de Sydney Melbourne
  - 3.º da Volta da Austrália-Meridional